# Marek Walczewski
Marek Walczewski (sinh ngày 9 tháng 4 năm 1937 tại Kraków – mất ngày 26 tháng 5 năm 2009 tại Warsaw) là một diễn viên người Ba Lan.

## Tiểu sử
Sau khi tốt nghiệp Học viện Nghệ thuật Sân khấu Quốc gia AST ở Kraków, Marek Walczewski lần đầu ra mắt trước khán giả tại Nhà hát Juliusz Słowacki ở Kraków vào năm 1960.
Bộ phim đầu tiên Marek Walczewski tham gia diễn xuất là Passenger (1963) của đạo diễn Andrzej Munk.

## Thành tích nghệ thuật
- Passenger (1963) – Tadeusz
- Ruchome piaski (1969)
- The Third Part of the Night (1971) – Rozenkranc
- The Wedding (1973)[4]
- The Promised Land (1975)
- The Story of Sin (1975)
- Nights and Days (1975) – Daleniecki
- W srodku lata (1976) – Dlugonos
- Death of a President (1977) – Eligiusz Niewiadomski
- Do krwi ostatniej (1978) – Anders
- The Tin Drum (1979) – Schugger-Leo
- Chcialbym sie zgubic... (1979) – Bulwa
- Golem (1980) – Pernat
- Spotkanie na Atlantyku (1980) – Walter
- The War of the Worlds: Next Century (1981)
- Dolina Issy (1982) – Masiulis
- Przeprowadzka (1982)
- Synteza (1984) – Diaz
- O-Bi, O-Ba: The End of Civilization (1985)
- Vabank II, czyli riposta (1985) – Twardijewicz
- Ga, Ga – Chwala bohaterom (1986)
- Nikt nie jest winien (1986) – Ryszard
- Cudzoziemka (1986) – January Badzki
- Kingsajz (1988) – Cha của Ala
- Zabij mnie, glino (1988)
- Co lubia tygrysy (1989)
- Havet stiger (1990) – Horvat
- Seszele (1991)
- Les enfants du vent (1991)
- A Bachelor's Life Abroad (1992)
- Conversation with a Cupboard Man (1993)
- Pajeczarki (1993)
- Enak (1993)
- Dwa ksiezyce (1993) – Mecenas
- El detective y la muerte (1994) – Hombre de Plástico
- Les Milles (1995) – Giáo sư Pick
- Dzien wielkiej ryby (1997)
- The Hexer (2001)
- Ubu król (2003)
- Ono (2004) – Stefan[5]